# Chomutice
Obec Chomutice se nachází v okrese Jičín, kraj Královéhradecký. Obec je tvořena vesnicemi Chomutice, Chomutičky a Obora, které byly sloučeny v letech 1950 a 1960. Žije zde 602 obyvatel.

## Historie
První písemná zmínka o vesnici pochází z roku 1339.

## Přírodní poměry
Podél východní hranice katastrálního území Chomutice protéká říčka Javorka. Část jejího toku je zde součástí přírodní památky Javorka a Cidlina – Sběř.

## Části obce
- Chomutice
- Chomutičky
- Obora

## Pamětihodnosti
- Kostel svatého Diviše na návsi – barokní kostel z roku 1782 postavený náhradou za starý zrušený dřevěný kostel